# 圣马格达莱纳德普尔皮斯
圣马格达莱纳德普尔皮斯，是西班牙瓦伦西亚自治区卡斯特利翁省的一个市镇。总面积67平方公里，总人口734人（2001年），人口密度11人/平方公里。